# Nísimaldar

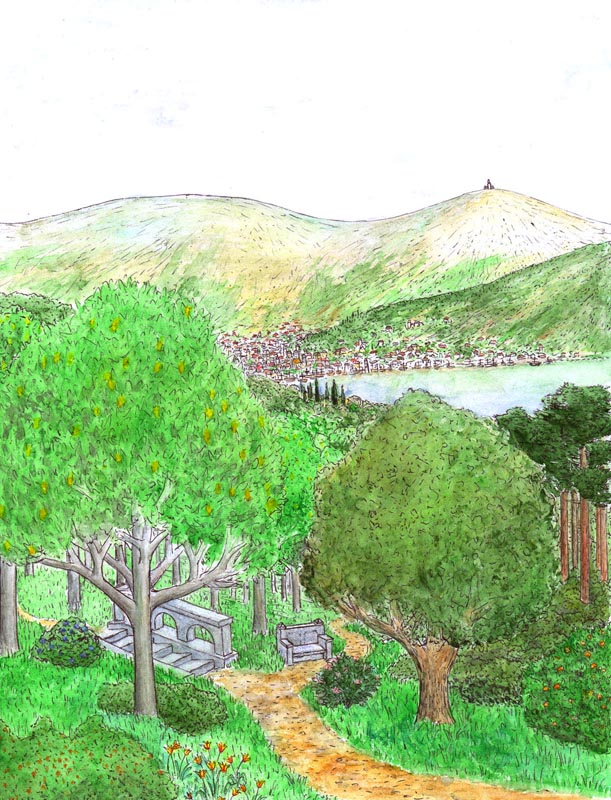
Dibujo de Nísimaldar, con Eldalondë al fondo.

Nísimaldar, que significa «Árboles Fragantes» en quenya, es el nombre de unos árboles ficticios pertenecientes al legendarium del escritor británico J. R. R. Tolkien. Crecían en la isla de Númenor, en los alrededores del puerto de Eldalondë, en la gran bahía de Eldanna. El puerto tenía el sobrenombre de «El Verde» a causa de estos árboles, que crecían siempre verdes y sanos debido a las buenas condiciones climáticas de la zona, cálidas y de lluvias frecuentes. Así, los alrededores del puerto acabaron siendo conocidos también con el mismo nombre que los árboles.
Los Nísimaldar fueron traídos de Aman por los elfos tras la fundación del reino Númenóreano. Entre ellos se encontraban árboles de numerosas especies:
- oiolairë («verano eterno»);
- lairelossë («nieve de verano»);
- nessamelda («amado de Nessa»);
- vardarianna («regalo de Varda»);
- taniquelassë («hoja de Taniquetil»); y
- yavannamírë («joya de Yavanna»).

También destacaban los mellyrn, que en 500 años alcanzaron una altura poco menor que los de la isla de Tol Eressëa, y que más tarde crecieron en el bosque de Lothlórien, en la Tierra Media. 